# Ölkäfer
Die Ölkäfer (Meloidae), auch bekannt als Blasenkäfer und Pflasterkäfer sowie „Maiwürmer“, sind eine Familie der Käfer (Coleoptera) mit weltweit etwa 2500 Arten. In Europa kommen sie mit 210 Arten und Unterarten vor, davon leben 37 Arten auch in Mitteleuropa. Nach der Bundesartenschutzverordnung sind alle Arten der Gattung Meloe sowie Sitaris muralis in Deutschland besonders und streng geschützt.

## Merkmale
Die Käfer erreichen eine Körperlänge von 5 bis 45 Millimeter, die meisten aber um die 10 Millimeter. Die Körperform der Tiere ist sehr unterschiedlich; denn es gibt sowohl längliche als auch gedrungene Arten. Der Kopf der Tiere ist groß, stark abgeschnürt und nach unten geneigt. Vor allem die auffälligen Meloe-Arten besitzen verkürzte Flügeldecken und haben die Hinterflügel vollständig reduziert, sie sind also nicht flugfähig. Andere Arten besitzen dagegen voll funktionstüchtige Flügel, darunter auch die bekannte Spanische Fliege (Lytta vesicatoria). Bei den Arten, die sich von Nektar ernähren, sind Teile der Maxillen stark verlängert, jedoch nicht zu einem Saugrüssel umgestaltet. Dies ist vor allem bei den Gattungen Leptopalpus und Nemognatha der Fall. Ihre Beine haben vorne und in der Mitte fünf Tarsenglieder, hinten sind es vier. Ihre Fühler sind fadenförmig und haben sieben bis elf Glieder, die in ihrer Ausführung länglich bis kugelig sein können. Die Männchen der Gattung Cerocoma haben komplett unregelmäßig geformte Fühler.

## Gift und Namensherkunft
Die Bezeichnung „Ölkäfer“ geht auf die Fähigkeit dieser Käferfamilie zurück, ein Gift, das Cantharidin, zu produzieren. Bei Gefahr lassen Ölkäfer das Gift aus Poren an ihren Beingelenken austreten. Die gelbliche Flüssigkeit erinnert dabei stark an Öltröpfchen. Das Cantharidin macht in den verschiedenen Arten der Ölkäfer zwischen 0,25 bis 0,50 % der Körpermasse aus und ist laut übereinstimmenden Angaben verschiedener Fachpublikationen für Warmblüter ein hochgradig wirksames Gift. Laut der Senckenberg Gesellschaft für Naturforschung beträgt die letale Dosis (LD50) für einen erwachsenen Menschen 0,05 mg pro kg Körpergewicht, weshalb ein einziger Käfer schon die für einen Menschen tödliche Dosis Cantharidin enthält. Auch Berührungen sollten daher vermieden werden.

### Sequestrierung von Toxinen
Ölkäfer werden von einigen Tieren, z. B. von der Sporngans, gefressen, die das Gift selbst anreichert, ohne davon beeinträchtigt zu werden.

## Nutzung
Beim Menschen hatte das Cantharidin unter dem Namen „Spanische Fliege“ (gewonnen aus der Spanischen Fliege) eine marktwirtschaftliche Bedeutung als Aphrodisiakum. Im antiken Griechenland wurde es daneben auch gegen Darmerkrankungen verabreicht.
Schon geringe Dosen können für den Menschen giftig sein, höhere Dosen sogar tödlich wirken. Cantharidine wurden bei der Herstellung von blasenziehenden Tüchern und Pomaden benutzt. (Vgl. Hautblasenversuch).

## Vorkommen
Sie leben vor allem in warmen Gegenden. In Europa findet man sie entsprechend beispielsweise in trockenen Wäldern und auf Hängen und Steppenwiesen.

## Lebensweise

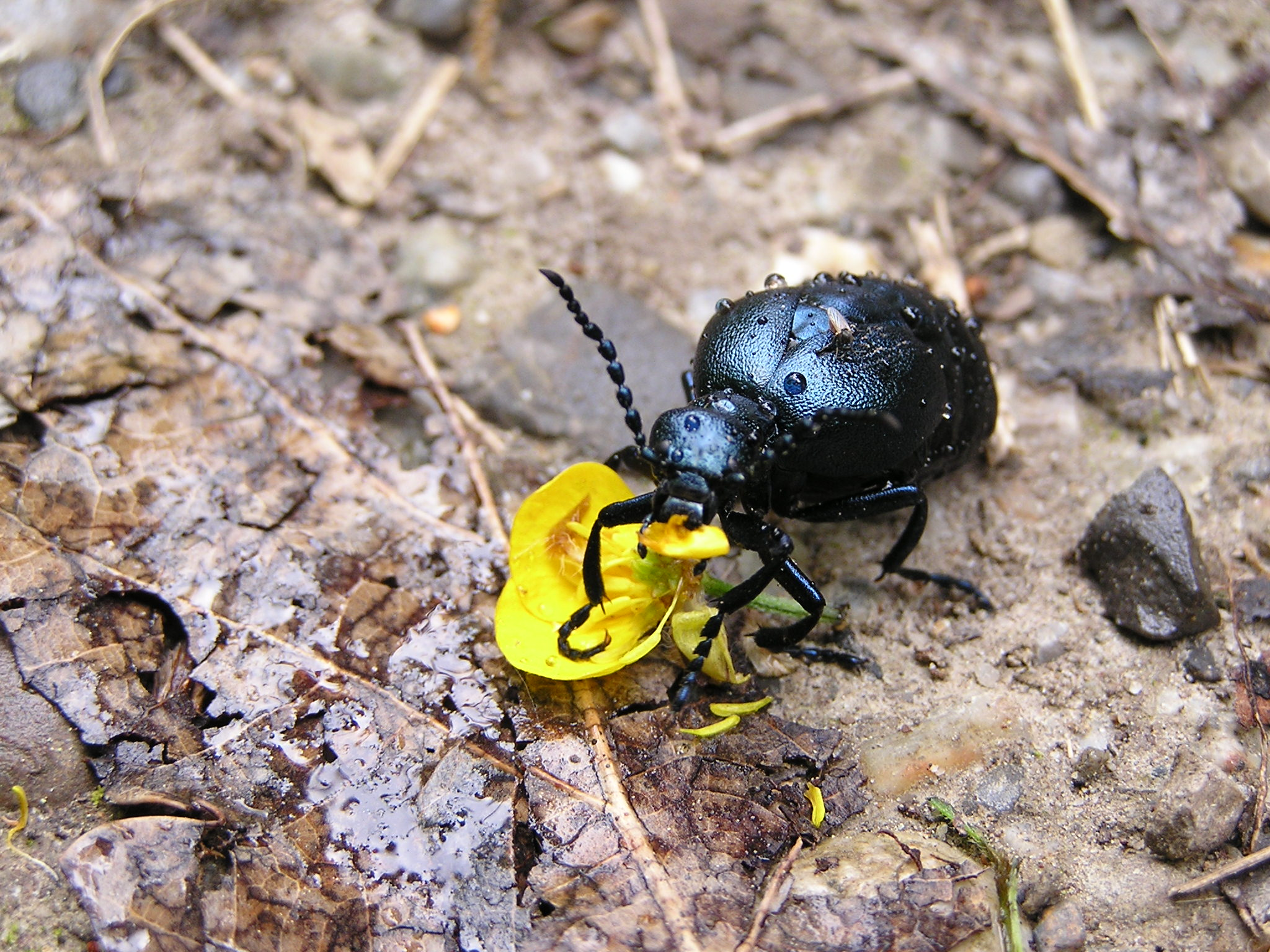
Ölkäfer (Weibchen) beim Verzehren einer Blüte

Die Imagines findet man auf Blüten, Blättern oder am Boden. Sie produzieren giftige Abwehrstoffe, die in ihrem Blut, der Hämolymphe, enthalten sind. Bei Gefahr können sie die Flüssigkeit aus Poren an ihren Beingelenken austreten lassen (Reflexbluten). Diese erinnert stark an Öltröpfchen und gab den Käfern ihren Namen. Der Hauptwirkstoff ist das giftige Cantharidin, welches vor allem vor Ameisen und Laufkäfern schützt. Andere Tiere wie z. B. der Igel, aber auch viele Vögel, sind gegen dieses Gift immun, was die Schutzwirkung einschränkt. Das Cantharidin wird von mehreren Insekten aufgenommen und gespeichert, die durch den Stoff über große Entfernungen angelockt werden. Dazu zählen Gnitzen (Ceratopogonidae), Blumenfliegen (Anthomyiidae), Weichwanzen (Miridae), Netzwanzen (Tingidae), Brackwespen (Braconidae), Blütenmulmkäfer (Anthicidae), Feuerkäfer (Pyrochroidae), einige Kurzflügler (Staphylinidae) und Blattkäfer (Chrysomelidae). Bei Einhornkäfern (Notoxus) etwa prüfen die Weibchen durch einen Biss in die Elytrendrüse den Cantharidingehalt während der Paarung. Das Cantharidin wird in die Spermatheca übergeben und schützt die Eier, Larven und Puppen vor Fressfeinden.

### Ernährung
Als Imagines sind die meisten Arten der Ölkäfer Pflanzenfresser, die sich von Blättern ernähren. Dabei können einige Arten bei Massenauftreten auch wirtschaftlichen Schaden anrichten, etwa Epicauta rufidorsum an Klee, Kartoffeln und Zuckerrüben.

### Fortpflanzung und Entwicklung

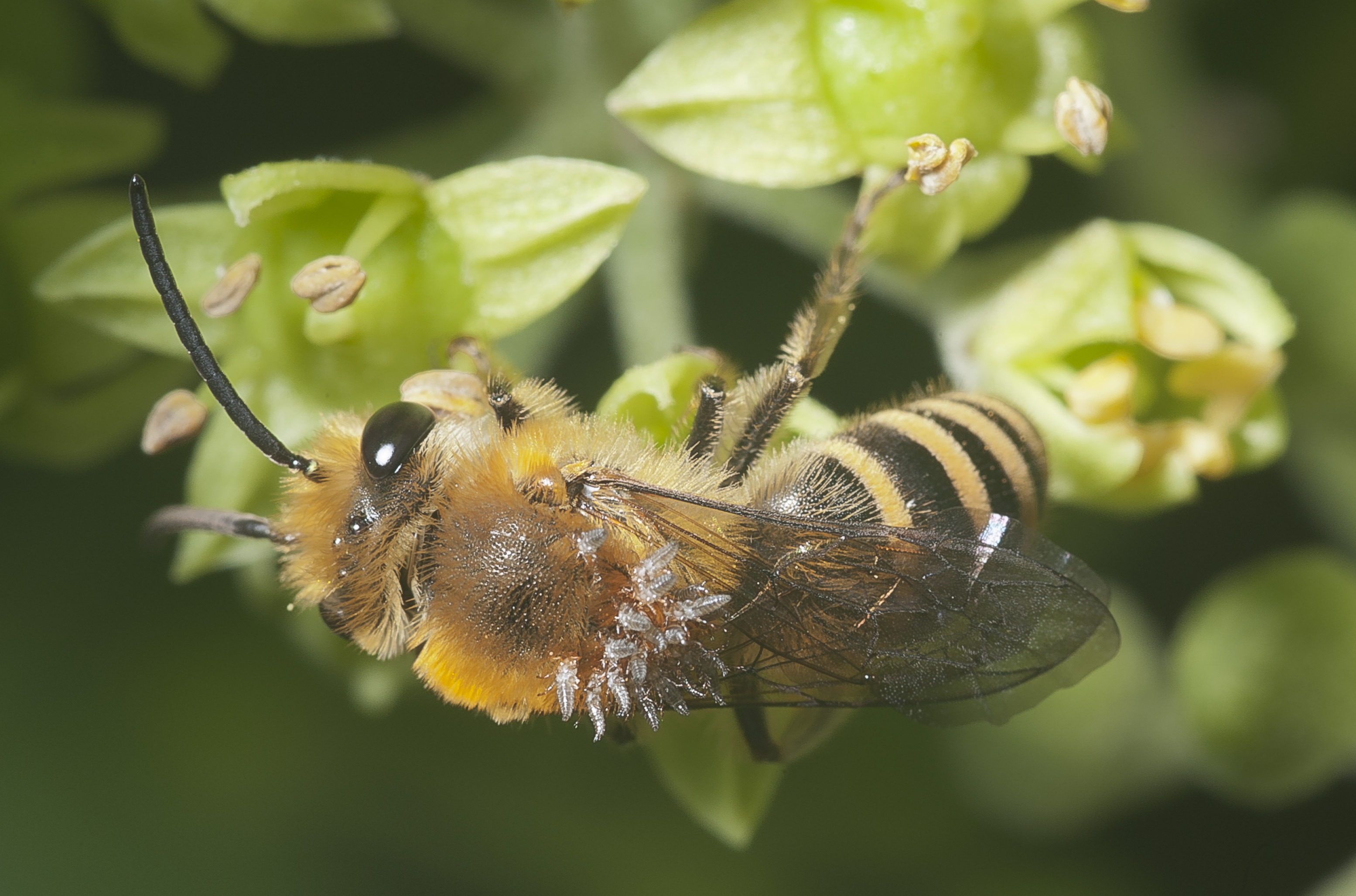
Efeu-Seidenbiene (Colletes hederae) mit Triungulinen von Stenoria analis

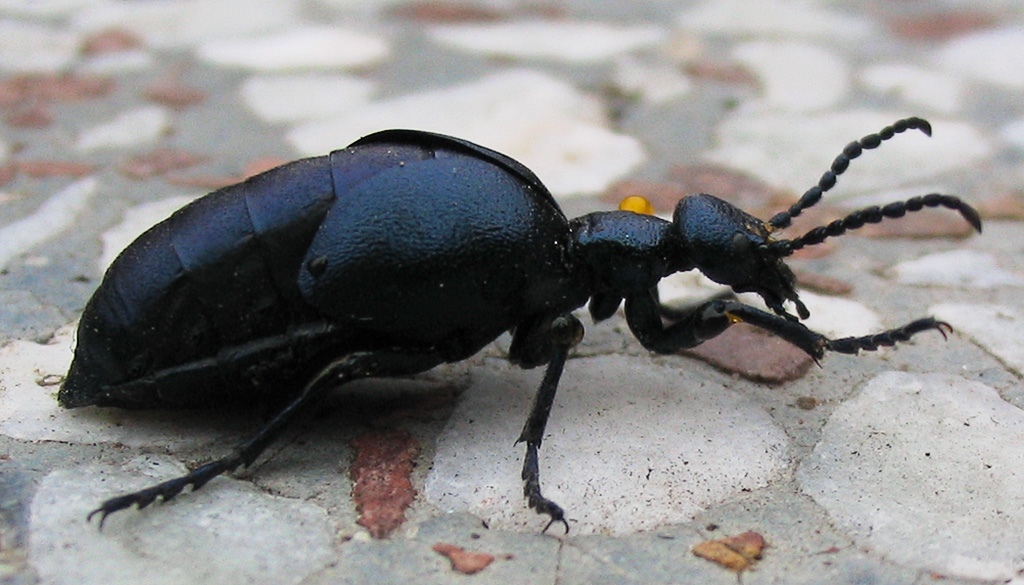
Violetter Ölkäfer, Weibchen (Meloë violaceus)

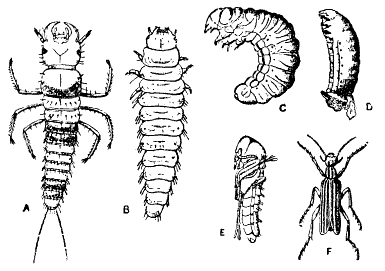
Metamorphose der Art Epicauta vittata (nicht maßstäblich): A - Triungulinus-Stadium, B - 2. Larvenstadium,
C - 3. Larvenstadium, D - Scheinpuppe,
E - Puppe, F - Imago

Die Larven der Ölkäfer leben ausschließlich parasitisch, vor allem in den Nestern von solitären Bienen (beispielsweise Sandbienen oder Pelzbienen), oder in Gelegen von Heuschrecken. Die Weibchen legen dabei etwa 2000 bis 10.000 Eier, da die Verlustraten sehr hoch sind.
Die Entwicklung der Larven verläuft über eine Hypermetamorphose, die verschiedenen Larvenstadien sind also unterschiedlich gestaltet. Dabei ist das erste Stadium als Dreiklauer (Triungulinus) ausgebildet und dient als Verbreitungsstadium, indem es sich an ein potentielles Wirtstier klammert. Beim Triungulinus finden sich am letzten Fußglied drei klauenartige Gebilde: eine Klaue und zwei klauenartige Borsten. Im Triungulinus-Zustand kann die Larve mehrere Wochen ohne Nahrung auskommen.
Phoresie findet in Nestern aculeater Hautflügler (Stechimmen) bei Meloe und Sitaris, aktive Suche von Nestern von Erdbienen bei Lytta bzw. von Eigelegen von Springschrecken bei Mylabris und Epicauta statt.
Die Larven von Meloë violaceus beispielsweise warten auf Blüten und klammern sich an anfliegende Insekten.
Larven anderer Ölkäfer benutzen andere Methoden, um in ein Bienennest zu gelangen. Zusammengedrängt simulieren sie eine weibliche Biene (Mimese). Sobald eine männliche Biene das vermeintliche Weibchen begatten möchte, setzen sich die Larven an seinem Bauch fest. Falls die Biene später ein richtiges Weibchen begattet, wandern die Larven auf dessen Körper hinüber und lassen sich von der Biene in ihr Nest mitnehmen („Phoresie“).
Dort angekommen, frisst der Triungulinus – L1 (campodeid, also mit kräftigen Beinen) das Bienenei und häutet sich zur Sekundärlarve – L2 (caraboid), welche den Honigvorrat verzehrt. Es können nun zusätzliche Häutungen folgen, i. d. R. eine weitere caraboide – L3 und darauf folgend zwei scaraboide – L4 und L5. Dann verlässt die Larve die Bienenzelle und häutet sich im Boden zu einer beinlosen, überwinternden Scheinpuppe (Pseudonymphe oder auch Larva coarctata pharata genannt) – L6. In dieser verharrend häutet sich das Tier im späten Frühling zur Tertiärlarve – L7, welche der Sekundärlarve ähnelt, aber keine Nahrung aufnimmt. Vier bis fünf Wochen darauf erfolgt die Verpuppung.
Wegen der Ähnlichkeit der Triungulus-Larve mit den Larven der Fächerflügler, deren systematische Stellung Rätsel aufgibt, wurden diese gelegentlich als Abspaltung aus der Verwandtschaft der Ölkäfer gesehen und in die Ordnung der Käfer gruppiert. Die ebenfalls parasitische Lebensweise der Fächerflügler schien diese Hypothese zu untermauern und auch die Erklärung für den stark abgewandelten Körperbau zu liefern. Inzwischen gilt diese vermeintliche Theorie wegen zu vieler, auch grundsätzlicher Unterschiede als nicht mehr haltbar.

## Systematik

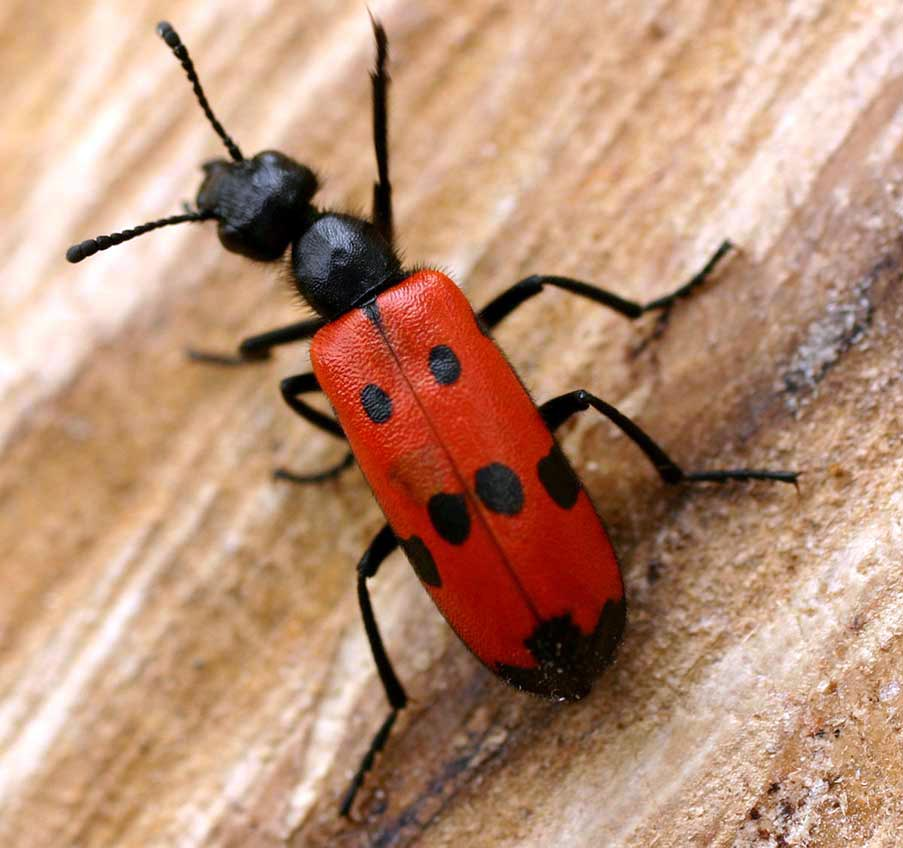
Vierpunktiger Ölkäfer (Mylabris quadripunktata)

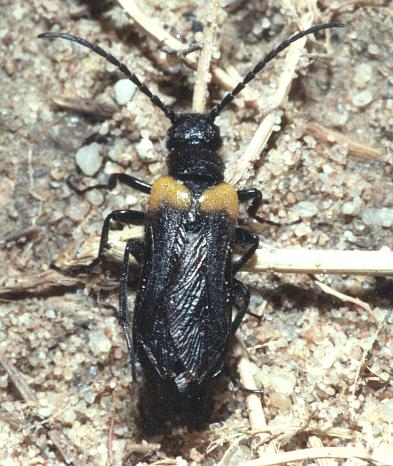
Schmalflügliger Pelzbienenölkäfer (Sitaris muralis)

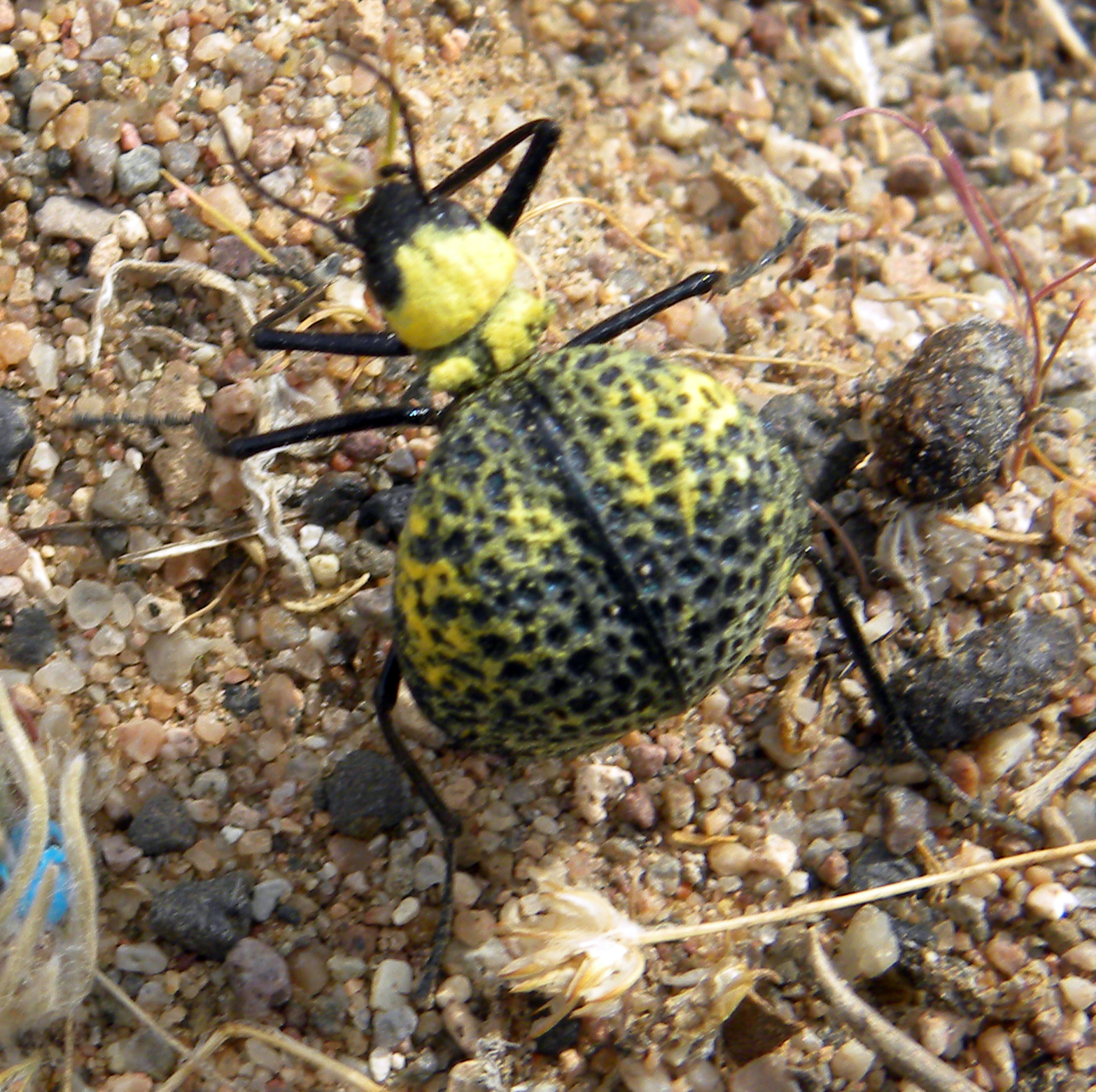
Cysteodemus armatus, mit gelbem Blütenpollen bedeckt.

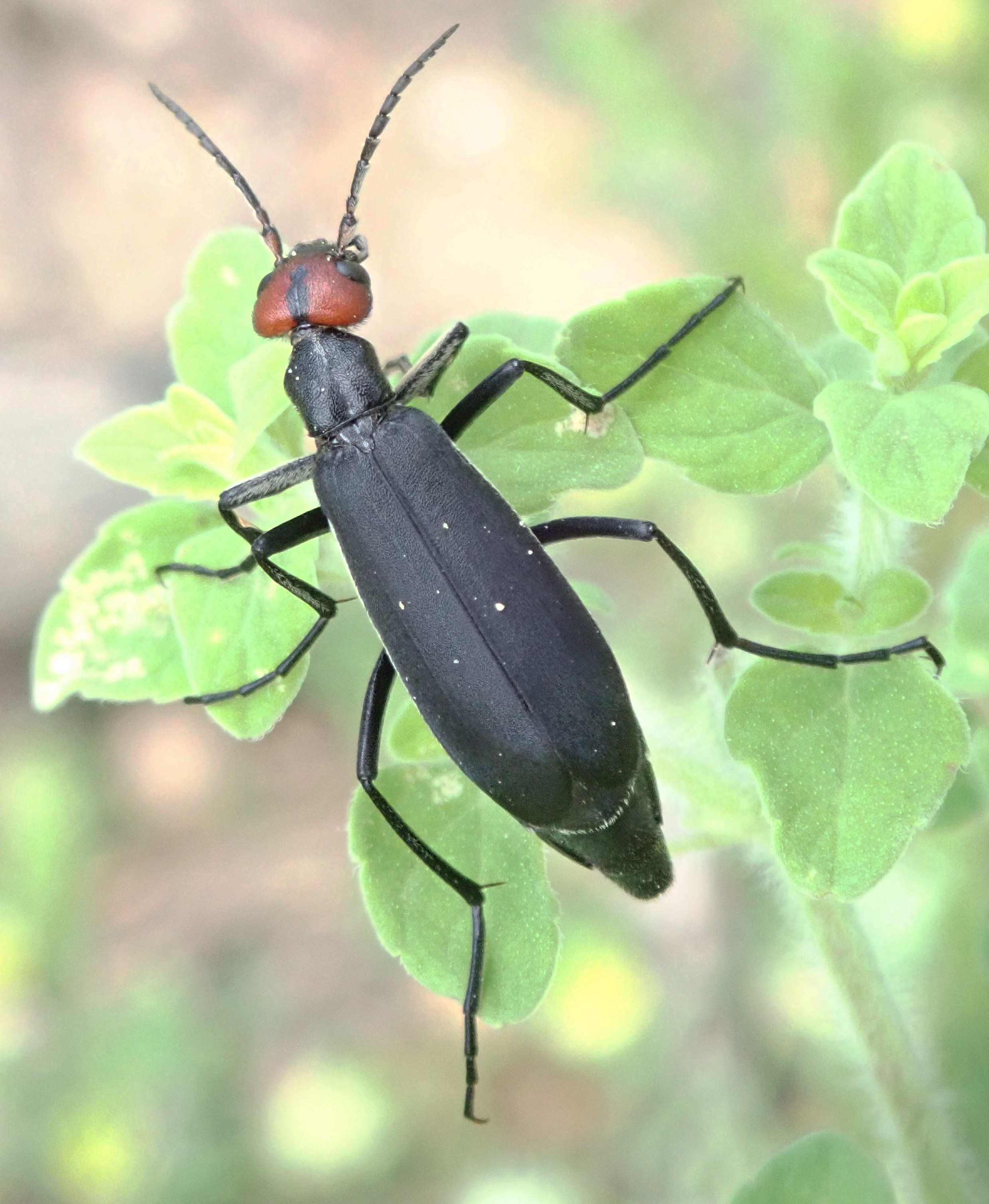
Epicauta rufidorsum

Die Arten der Ölkäfer werden in vier Unterfamilien mit weiteren Untergruppen eingeteilt:
- Eleticinae
  - Derideini
  - Eleticini
  - Morphozonitini
  - Spasticini
- Meloinae
  - Cerocomini
    - Cerocoma schaefferi

  - Epicautini
    - Epicauta pennsylvanica
    - Epicauta rufidorsum

  - Eupomphini
    - Cysteodemus armatus

  - Lyttini,[7]
    - Berberomeloe majalis
    - Spanische Fliege (Lytta vesicatoria)
    - Physomeloe corallifer

  - Meloini
    - Meloe
      - Herbstlicher Ölkäfer (Meloe autumnalis)
      - Kurzfühler-Ölkäfer (Meloe brevicollis)
      - Narbiger Ölkäfer (Meloe cicatricosus)
      - Schwarzglänzender Ölkäfer (Meloe coriarius)
      - Schmuck-Ölkäfer (Meloe decorus)
      - Meloe franciscanus
      - Gelbrandiger Ölkäfer (Meloe hungarus)
      - Schwarzblauer Ölkäfer oder Schwarzer Maiwurm (Meloe proscarabaeus)
      - Glänzend Schwarzer Ölkäfer (Meloe rufiventris)
      - Runzeliger Ölkäfer (Meloe rugosus)
      - Feingerunzelter Ölkäfer (Meloe scabriusculus)
      - Bunter Ölkäfer (Meloe variegatus)
      - Violetter Ölkäfer oder Violetter Maiwurm (Meloe violaceus)

  - Mylabrini
    - Mylabris
      - Pannonischer Ölkäfer (Mylabris pannonica)
      - Vierpunktiger Ölkäfer (Mylabris quadripunctata)
      - Veränderlicher Ölkäfer (Mylabris variabilis)

  - Pyrotini
- Nemognathinae
  - Horiini
  - Nemognathini
    - Seidenbienen-Ölkäfer (Stenoria analis)

  - Sitarini
    - Apalus bimaculatus
    - Schmalflügliger Pelzbienenölkäfer (Sitaris muralis)
- Tetraonycinae
  - Tetraonycini